# Forty Acres
Forty Acres ou RKO Forty Acres de 1928 à 1957 puis Desilu Culver jusqu'en 1966 était un lieu de tournage américain situé à Culver City en Californie. Il a été conçu comme une extension des Culver Studios situés quelques rues plus loin sur Washington Boulevard pour construire des décors grandeur nature.
De nombreuses émissions et séries ont été enregistrées dans ce studio. Il a été détruit en 1976 pour devenir une zone d'industrie légère dont des studios de télévision.

## Historique
En 1927, après avoir acheté deux ans auparavant les studios de Thomas H. Ince à sa veuve, studios qu'il rebaptise DeMille Studios, Cecil B. DeMille loue alors un terrain situé quelques rues plus loin pour construire un décor de Jérusalem pour le film Le Roi des rois. Ce terrain situé sur une parcelle triangulaire de 28,5 acres (12 ha)It was situated on a triangular parcel of land that measured 28½ acres (11.5 ha).

## Productions

### Cinéma
- 1927 : Le Roi des rois (The King of Kings)
- 1929 : La Fille sans dieu (The Godless Girl)[3]
- 1930 : The Fall Guy (en)[3]
- 1932 : L'Oiseau de paradis (Bird of Paradise)[4]
- 1932 : Les Chasses du comte Zaroff (The Most Dangerous Game)
- 1933 : King Kong
- 1934 : The Return of Chandu[4]
- 1934 : Le Petit Ministre (The Little Minister)[5]
- 1935 : Bons pour le service (Bonnie Scotland)[6]
- 1935 : La Source de feu (She)
- 1936 : Le Jardin d'Allah (The Garden of Allah)
- 1939 : Autant en emporte le vent (Gone with the Wind)
- 1939 : Quasimodo (The Hunchback of Notre Dame)[7]
- 1939 : Intermezzo
- 1940 : Rebecca
- 1941 : Citizen Kane
- 1942 : La Splendeur des Amberson (The Magnificent Ambersons)[4]
- 1943 : Le Triomphe de Tarzan (Tarzan Triumphs)
- Tarzan's Desert Mystery[4]
- 1945 : Tarzan and the Amazons
- 1945 : China Sky
- 1946 : The Story of G.I. Joe[3]
- 1946 : The Devil and Daniel Webster
- 1947 : The Long Night[3]
- 1947 : Tarzan et la Chasseresse (Tarzan and the Huntress)
- 1948 : Miracle of the Bells[3]
- 1949 : Nous avons gagné ce soir (The Set-Up)[3]
- 1949 : Tarzan's Magic Fountain[2]
- 1949 : Ça commence à Vera Cruz (The Big Steal)[8] (1949)
- 1949 : Monsieur Joe (Mighty Joe Young) d'Ernest B. Schoedsack
- 1950 : The Great Rupert
- 1950 : Voyage sans retour (film, 1950) (Where Danger Lives)[3]
- 1950 : Tripoli[3]
- 1951 : Tarzan's Peril[4]
- 1951 : Superman et les Nains de l'enfer (Superman and the Mole Men)
- 1951 : Les Coulisses de Broadway (Two Tickets to Broadway)
- 1952 : Le Paradis des mauvais garçons (Macao)[9]
- 1952 : One Minute To Zero
- 1952 : Eight Iron Men[3]
- 1953 : Tarzan and the She-Devil [2]
- 1954 : Le Raid (The Raid)[3]
- 1955 : Les Rubis du prince birman (Escape to Burma)[10]
- 1955 : La Nuit du chasseur (The Night of the Hunter)[3] (riot scene only)
- 1956 : Le Tour du monde en quatre-vingts jours (Around the World in Eighty Days) (jungle set)
- 1956 : Attaque (Attack!)[3]
- 1956 : Death of a Scoundrel (en)[11]
- 1956 : Screaming Eagles
- 1957 : Les espions s'amusent (Jet Pilot)[3]
- 1959 : Ordres secrets aux espions nazis (Verboten!)[3]
- 1959 : Blood and Steel[3]
- 1965 : La Plus Grande Histoire jamais contée (The Greatest Story Ever Told)
- 1966 : Marqué au fer rouge (Ride Beyond Vengeance)[3]
- 1968 : Star![3]
- 1975 : Switchblade Sisters[12]
- 1975 : Lepke[3]
- 1975 : Ilsa, la louve des SS (Ilsa, She Wolf of the SS)
- 1975 : La Bonne Fortune (The Fortune)[3]
- 1976 : The Four Deuces[3]
- 1976 : Vigilante Force[3]

### Télévision
- 1951 - 1952 : Adventures of Superman  (seulement la première saison)
- 1956 - 1958 : The Adventures of Jim Bowie[2] (Tarzan jungle set)
- 1957 : The Californians
- 1957 - 1962 : The Real McCoys[13]
- 1958 - 1959 : U.S. Marshal
- 1958 - 1959 : Yancy Derringer
- 1958 - 1960 : Westinghouse Desilu Playhouse
- 1958 - 1960 : The Texan (en)
- 1958 - 1960 : Man With a Camera
- 1959 - 1960 : Les Incorruptibles (The Untouchables)[14]
- 1960 : Guestward Ho!
- 1960 - 1968 : The Andy Griffith Show
- 1960 - 1967 : Mes trois fils (My Three Sons) (scènes occasionnelles)
- 1961 : Miami Undercover
- 1961 : Window on Main Street
- 1961 : Ben Casey[13]
- 1963 : Mon martien favori (My Favorite Martian)
- 1964 : My Living Doll[13]
- 1964 - 1969 : Gomer Pyle, U.S.M.C.
- 1966 : Les Espions (I Spy) (épisode Cops & Robbers)
- 1965 - 1971 : Papa Schultz (Hogan's Heroes)
- 1966 : Cher oncle Bill (Family Affair)[13]
- 1966 - 1968 : Batman
- 1966 - 1967 : Le Frelon vert (The Green Hornet)
- 1966 - 1967 : Star Trek (Star Trek: The Original Series) (4 premiers épisodes de la saison)
- 1966 - 1967 : Mission: Impossible[15] (seulement la première saison)
- 1966 - 1967 : That Girl (une scène de la première saison)
- 1967 - 1968 : Bonanza (episodes 271-275)[16]
- 1967 - 1969 : Judd for the Defense
- 1968 : Au pays des géants (épisode Ghost Town)
- 1968 - 1970 : Mayberry R.F.D. (first two seasons only)
- 1969 : The New People